# Showcase (canal de televisión)
Showcase es un canal de televisión por suscripción canadiense especializado en idioma inglés, propiedad de Corus Entertainment. El canal se dedica principalmente a emitir películas y series de televisión y fue bien conocido en sus primeros años por presentar una programación poco convencional y, a menudo, atrevida.

## Historia
Con licencia desde 1994, Showcase fue una empresa originada entre la unión de Alliance Communications (antes de su fusión con Atlantis), Canadian Broadcasting Corporation y varios productores canadienses independientes más pequeños, y estaba destinada a ser un espacio para "las mejores películas de producción independiente, drama, comedia y miniseries de Canadá y de todo el mundo", con contenido limitado de Estados Unidos. Se lanzó a la medianoche del 1 de enero de 1995, con un breve montaje introductorio y su primer programa, Monty Python's Life of Brian, que se emitió como parte de su programa The Showcase Revue.
Cuando se lanzó la cadena, obtuvo cierta publicidad negativa debido a un aviso legal que sería emitido antes de alguna series más antiguas. Esta advertencia, que aconsejaba a los espectadores recordar que "las actitudes no siempre eran las mismas que ahora", se aplicó también a programas relativamente recientes como Seeing Things. Tras el desprecio de los medios y las acusaciones de corrección política y ser condescendiente con los espectadores, Showcase eliminó esta advertencia legal.
Más tarde, Showcase generó dos servicios de televisión digital, el canal orientado al público masculino llamado Action (anteriormente llamado Showcase Action, que se relanzó en la versión canadiense de Adult Swim en abril de 2019) y el canal Showcase Diva, orientado a las mujeres (que se relanzó como la versión canadiense de Lifetime en 2012). El 19 de diciembre de 2006, Alliance Atlantis lanzó una transmisión simultánea en alta definición de Showcase. Solo una transmisión en HD, transmitiendo simultáneamente con la señal Este, se lanzó antes del cierre de la señal Oeste. Se llevó a cabo en todos los principales proveedores de servicios de televisión canadienses.
Después de varias adquisiciones a lo largo de los años, Alliance Atlantis obtuvo el control total de Showcase. El 18 de enero de 2008, una empresa conjunta entre Canwest y Goldman Sachs Capital Partners conocida como CW Media compró Alliance Atlantis y ganó el interés de AAC en Showcase. Luego de su adquisición por Canwest, la nueva gerencia del canal sintió que la programación para adultos de Showcase estaba alienando a los espectadores y anunciantes. El 31 de agosto de 2009, Showcase se sometió a un cambio de marca importante, presentando una nueva línea de programación con un mayor enfoque en los dramas de éxito y películas. Al mismo tiempo, Showcase Diva recibió un nuevo aspecto y Showcase Action pasó a llamarse simplemente Action. Los ejecutivos de Canwest esperaban que la nueva programación hiciera que el canal fuera más atractivo para los espectadores y anunciantes.
Si bien Showcase continúa transmitiendo una amplia gama temática de programación dramática, sus éxitos más recientes, especialmente en la programación original, han sido con programación de ciencia ficción y fantasía. En 2010, una nueva serie original, el drama criminal sobrenatural Lost Girl, trajo al canal el estreno de una serie con mayor audiencia, con alrededor de 400.000 espectadores. Esto fue superado en menos de dos años con el debut de otra serie de ciencia ficción original, Continuum, que tuvo una audiencia promedio de 900.000 espectadores. El 27 de octubre de 2010, la propiedad cambió nuevamente, ahora como Shaw Communications, teniendo el control de Showcase como resultado de la adquisición de Canwest y la participación de Goldman Sachs en CW Media.
Para la temporada de otoño de 2013, Showcase presentó un nuevo lema y campaña de marca: "Character is Everything" ("El carácter lo es todo"). La campaña de marketing de cuatro semanas se destacó por promociones narradas por personajes de las series de Showcase en primera persona. Stitch Media creó un sitio web interactivo. En él, los espectadores podían crear sus propios avances para la programación de Showcase en función de su propio personaje. Para coincidir con la campaña, Showcase modificó algunos de sus gráficos al aire.
El 30 de marzo de 2015, para conmemorar el vigésimo aniversario del lanzamiento de la red, Showcase se sometió a una actualización de marca, incluido un nuevo logotipo, una versión actualizada del logotipo de la red de 1995, y un nuevo eslogan, "Beyond Ordinary" ("Más allá de lo ordinario"). El 1 de abril de 2016, Shaw Media fue vendido a Corus Entertainment.

## Programación
Desde el principio, Showcase ha emitido reposiciones de series canadienses, con la parrilla cambiando de año en año, junto con series extranjeras y cine independiente. Es conocida por transmitir numerosas series de televisión de canales de cable estadounidenses como TNT y Syfy. En los últimos años, el canal también ha emitido cada vez más programación de la Sindicación, con series de televisión premium y de la propia red (esta última proviene principalmente de su red de televisión hermana, Global Television Network).
Showcase también ha emitido series canadienses de estreno, bajo el nombre de Showcase Originals. En el pasado, s eemitieron las series Paradise Falls, KinK y Naked Josh. Otro de estos programas,Trailer Park Boys, una serie de bajo presupuesto, se convirtió en un auténtico fenómeno nacional, generando venta de DVDs, productos de merchandising y dos largometrajes, Trailer Park Boys: The Movie (2006) y Trailer Park Boys: Countdown to Liquor Day (2009). El éxito de la serie llevó al aumento de la prominente programación atrevida de Showcase, que en ese momento utiliazaba el lema "Television Without Borders" ("Televisión sin fronteras"), incluido un bloque que consiste íntegramente en programación de contenido erótico, conocido como Fridays Without Borders (Viernes sin Fronteras). En los últimos años, Showcase ha participado también en coproducciones internacionales.
Anteriormente, el canal estaba sujeto a una condición de licencia que lo obligaba a emitir contenido 100% canadiense entre las 7:00 pm y las 10:00 pm en la zona horaria de la fuente de origen (actualmente solo horario del este de América del Norte). Si bien parte de la programación extranjera se emitió a última hora de la tarde antes de esta ventana, se requería que cualquier programación extranjera sujeta a restricciones se transmitiera a las 10:00 pm EST o más tarde. Durante algunos años, a partir del otoño de 2005, cuando el canal obtenía la mayoría de sus índices de audiencia más altos para la programación adquirida de las cadenas de cable de EE. UU., Showcase promovió a las 10:00 pm como su franja horaria insignia, incluso contratando publicidad en transporte público en los principales mercados, para llevar a la gente a casa de manera gratis a las 10:00 pm. En marzo de 2015, la Comisión canadiense de radiodifusión y telecomunicaciones (CRTC) anunció que ya no haría cumplir las condiciones de la licencia relacionadas con la naturaleza del servicio; poco después, Showcase comenzó a transmitir contenido extranjero en la ventana de 7 a 10 pm EST por primera vez.
Anteriormente, el canal operaba dos transmisiones en diferido que funcionaban en horarios de  la zona horaria del Este y del Pacífico. La señal Oeste se interrumpió el 24 de agosto de 2012; desde entonces, gran parte de la programación en horario estelar del canal se ha retransmitido con un retraso de tres horas para facilitar la promoción constante en ambas zonas horarias (por ejemplo, si un programa se emite a las 9:00 pm EST y se retransmite a la medianoche EST, se promocionaría como si se transmitiera a las "9:00 pm E/P").

### Programas originales
Incluye programas de coproducción internacional.
| - Almost Heroes (2011) - Billable Hours (2006–2008) - Bliss (2002–2004) - Continuum (2012–2015) - Cra$h & Burn (2009) - Endgame (2011) - Exes and Ohs (2009–2010) - The Foundation (2009–2010) - Haven (2010–2015) - It's Me...Gerald (2005) - Kenny vs. Spenny (2003–2010) - King (2011–2012) - KinK (2001–2006) - Lost Girl (2010–15) - Magiki (2015) - Moccasin Flats (2003–2006) | - Moose TV (2007–2008) - Naked Josh (2004–2006) - Paradise Falls (2001, 2004, 2007) - Police Cab (2015–present) - Pure Pwnage (2010–2011) - Queer as Folk (2000-2005) - Rent-a-Goalie (2006–2008) - Ridickulous (2015–present) - Show Me Yours (2004–2005) - Single White Spenny (2011) - Slings & Arrows (2003-2006) - Testees (2008–2009) - Trailer Park Boys (2001–2008) - Travelers (2016-2017, la temporada 3 fue producida solo por Netflix) - Webdreams (2005–2008) - XIII: The Series (2011–2013) |